# Johann Moritz von Strachwitz
Johann Moritz von Strachwitz (* 3. Februar 1721 in Freyhan; † 28. Januar 1781 in Breslau) war Apostolischer Vikar, Generalvikar und Weihbischof in Breslau.

## Leben
Johann Moritz stammte aus dem Adelsgeschlecht der von Strachwitz. Seine Eltern waren Johann Friedrich von Strachwitz, Erbherr von Czieschowa, General der Kavallerie und Sophie Elisabeth, geb. Freiin von Frankenberg. Er studierte in Breslau und anschließend in Rom, wo er zum Priester geweiht wurde und den theologischen Doktorgrad erwarb.
Nachdem er seit 1743 Kanoniker in Breslau war, kehrte er 1744 nach Schlesien zurück und wurde Pfarrer in Namslau, 1748 Pfarrer und Erzpriester in Patschkau und Breslauer Dechant. Später wurde er nacheinander Assessor des Generalvikars von Frankenberg, des Konsistoriums und des bischöflichen Hofrichteramtes. Papst Clemens XIII. ernannte ihn 1761 zum Titularbischof von Tiberias und Weihbischof in Breslau, wo er von 1763 bis 1766 auch Generalvikar war.
Nachdem Fürstbischof Philipp Gotthard von Schaffgotsch Breslau wegen des Siebenjährigen Krieges verlassen hatte und im österreichischen Teil der Diözese residierte, wurde Strachwitz 1766 mit Zustimmung des preußischen Königs Friedrich II. vom Papst zum apostolischen Vikar des preußischen Teils der Breslauer Diözese ernannt. 1777 beauftragte Strachwitz den Breslauer Kanoniker Franz Nikolaus von Troilo, dem Papst über den gegenwärtigen Zustand des Bistums Breslau zu berichten.
In seine Amtszeit fiel die verwaltungsmäßige Umstrukturierung Schlesiens, die durch den endgültigen Übergang an Preußen erforderlich geworden war.